# Penny Dreadful (serie televisiva)
Penny Dreadful è una serie televisiva anglo-statunitense di genere horror creata e principalmente scritta da John Logan per Showtime e Sky Atlantic. È stata trasmessa per la prima volta negli Stati Uniti dall'11 maggio 2014 al 19 giugno 2016 sul canale via cavo Showtime per un totale di 27 episodi in tre stagioni.
Prendendo il nome dalle omonime pubblicazioni del XIX secolo, i penny dreadful, e ispirandosi a La Lega degli Straordinari Gentlemen di Alan Moore, la serie intreccia le origini di personaggi della letteratura horror come Victor Frankenstein, Dorian Gray, Dr. Jekyll, il conte Dracula, licantropi, streghe e vampiri, i quali sono alle prese con la loro alienazione mostruosa nella Londra vittoriana.
Il 1º novembre 2018 è stata annunciata la produzione di una serie spin-off dal titolo Penny Dreadful: City of Angels, ambientata nella Los Angeles del 1938 e ispirata al folklore messicano-statunitense.

## Trama

### Prima stagione
Londra, 1891. L'americano Ethan Chandler si esibisce in uno spettacolo circense durante il quale dimostra una grande abilità con le armi da fuoco. A necessitare dei suoi servigi è la signorina Vanessa Ives, che lo avvicina e gli propone un lavoro notturno. I due si avventurano insieme a Sir Malcolm Murray a caccia dei vampiri che hanno rapito Mina, figlia di Murray e amica d'infanzia di Vanessa. Collaboratori di Sir Malcolm e Vanessa sono anche il professor Abraham Van Helsing e il dottor Victor Frankenstein, segretamente impegnato a portare in vita corpi morti. 
Il primo esperimento del dottore torna a Londra segnato dalla sofferenza subita a causa dell'abbandono del suo creatore. La Creatura trova impiego al teatro Grand Guignol e intima Frankenstein di non dedicarsi ad altro che alla creazione di una compagna immortale. Il dottore cerca di ignorare la richiesta della Creatura, che si infuria e uccide Van Helsing. 
Nel frattempo, Ethan conosce la prostituta Brona Croft con cui stringe un legame d'amicizia e poi d'amore. La donna ha bisogno di medicinali costosi contro la tubercolosi ed Ethan accetta di unirsi stabilmente a Malcolm e Vanessa per pagare le spese. Nella storia si inserisce anche Dorian Gray, il quale intrattiene rapporti sessuali, tra gli altri, con Brona, Ethan e Vanessa. Quest'ultima era legata a Mina da una profonda amicizia che venne interrotta bruscamente da un rapporto sessuale tra lei e il promesso sposo di Mina. Questo fatto provocò un tormento demoniaco che iniziò a perseguitare Vanessa. Da allora una serie di disgrazie si abbatterono sulle famiglie Ives e Murray: morirono la madre di Vanessa e il figlio di Sir Malcolm, Peter, e Mina venne rapita da un vampiro al servizio del Padrone. 
Il rapporto con Dorian Gray scatena in Vanessa una nuova possessione attraverso la quale il Padrone (o Amon-Ra) cerca di conquistare Vanessa con l'oscurità, al fine di renderla la Madre del Male (Amonet). A fermare i progetti del demonio è Ethan, che riesce ad esorcizzare lo spirito. Mina viene intanto ritrovata e quando Sir Malcolm comprende che la figlia è ormai persa, la uccide e promette a Vanessa di proteggerla e di amarla come sua figlia. Nel frattempo, Brona Croft, già morente, viene visitata e uccisa da Frankenstein, il quale la utilizza per creare l'immortale compagna della sua creatura. Ethan, raggiunto da agenti Pinkerton ingaggiati dal padre, rifiuta di tornare da lui in America e li uccide rivelando di essere un lupo mannaro.

### Seconda stagione
Vanessa è perseguitata dalle creature della notte, una congrega di streghe capitanate da Evelyn Poole, la quale intende catturarla e convincerla a diventare la compagna del Diavolo. Una notte, Vanessa viene attaccata dalle streghe e, inconsciamente, le respinge utilizzando una lingua che non conosce: il Verbis Diablo. 
Con l'aiuto dell'egittologo Ferdinand Lyle, Vanessa, Malcolm e Ethan riescono a recuperare gli unici manufatti che conservano una forma scritta della lingua e riescono a decifrarla, scoprendo la storia della caduta di Lucifero e dell'esistenza di due fratelli in lotta tra loro per la conquista di Vanessa. Uno dei due fratelli è il Diavolo (o Lucifero), aiutato dalle creature della notte, mentre il secondo fratello è Dracula (o il Padrone), colui che ha ordinato la cattura di Mina. 
Nel frattempo, Brona Croft si è trasformata in Lily Frankenstein, una nuova creatura inizialmente docile della quale Victor s'innamora. La donna però inizia a mostrare un'anima ribelle e tendenze assassine, che la fanno riavvicinare all'unico uomo che non può uccidere, Dorian Gray. Quest'ultimo inizia a frequentare Angelique, una prostituta transessuale che, scoperto il segreto di Dorian, viene da lui avvelenata. Vanessa intrattiene anche amichevoli discussioni con la Creatura, che ora si fa chiamare John Clare, conosciuto in un rifugio per malati di colera. 
Egli, cacciato dal Grand Guignol, trova impiego in un museo delle cere. Vista la sua bruttezza, il proprietario Oscar Putney cerca di trasformarlo in un'attrazione e per questo viene ucciso da Clare. La Creatura, senza un posto dove andare, fugge verso il polo nord.
Ethan comprende di non riuscire più a controllare la sua maledizione e, dopo aver massacrato tutti i clienti della locanda dove risiedeva per sfuggire a due investigatori che il padre aveva mandato dall'America per riportarlo a casa, viene indagato dall'ispettore Bartholomew Rusk. 
Per gestire la sua trasformazione in lupo durante il plenilunio, Ethan decide quindi di chiedere aiuto a Sembene, il quale lo rinchiude nella cantina della dimora di Murray, a Grandage Place. In seguito, per sfuggire alle indagini, il licantropo decide di seguire Vanessa durante la sua fuga dalle streghe. 
I due vanno a vivere in brughiera, nella vecchia casa di una strega di nome Joan Clayton, la quale si era sacrificata anni prima per proteggere Vanessa da Evelyn e le sue creature della notte. Il rapporto tra i due diventa sempre più intimo, anche se caratterizzato da discussioni e rancori. 
Dopo aver ucciso Warren Roper, l'unico sopravvissuto al massacro della locanda e un emissario del padre di Ethan, e Sir Geoffrey Hawkes, un nobile che da anni cercava di impossessarsi dei terreni di Joan Clayton, ora di proprietà di Vanessa, i due innamorati tornano a Londra per aiutare Sir Malcom, ora sedotto con la magia da Evelyn Poole. Quest'ultima costruisce alcune bambole voodoo e riesce ad incantare Malcolm, condurre al suicidio sua moglie Gladys, e tormentare Vanessa.
Con l'aiuto di Vanessa, Malcolm riesce a liberarsi dal soggiogamento e, con Ethan, Sembene, Frankenstein e Ferdinand Lyle, i due si dirigono al castello di Evelyn per vendicarsi. Vanessa viene attirata da Evelyn, la quale la fa confrontare finalmente con il Diavolo. Quest'ultimo, attraverso la ricostruzione voodoo di Vanessa, esprime il desiderio di governare il mondo con Vanessa, che però rifiuta la sua offerta, maledicendolo con il Verbis Diablo. La bambola si disintegra e Evelyn inizia ad invecchiare all'improvviso, essendo il suo patto con il Diavolo ora saltato.
Essendo una notte di luna piena, Ethan si trasforma e in una furia omicida uccide Sembene e Evelyn Poole. Il licantropo decide dunque di consegnarsi alla polizia di Scotland Yard per essere condannato per i suoi crimini, ma non sa che gli ispettori hanno ricevuto l'ordine di estradarlo in America. Sir Malcolm parte invece per l'Africa per recuperare il corpo di suo figlio Peter e riportare quello di Sembene alla sua tribù. Vanessa rimane da sola nella lugubre casa di Grandage Place, rassegnata a proseguire la sua lotta da sola.

### Terza stagione
Vanessa, rimasta da sola a Londra, cade in un profondo stato di depressione e l'amico egittologo Lyle le consiglia di andare a fare visita alla psicologa Florence Seward. Vanessa segue il consiglio e comincia lunghe e impegnative sedute con la dottoressa, che svelano molto del passato della donna e l'aiutano a comprendere il suo presente. 
A Zanzibar, Sir Malcolm incontra un uomo, Kaetenay, che dice di essere il padre Apache di Ethan e convince Malcom ad andare in America per salvare il ragazzo. 
Ethan, scortato da Rusk e dagli sceriffi federali verso il territorio del Nuovo Messico per essere processato, viene catturato dagli scagnozzi del padre, ma riesce a liberarsi di loro con l'aiuto di Hecate Poole, figlia di Evelyn, che lo convince a lasciarsi andare e a seguire la sua natura di segugio al servizio di Lucifero. 
Ethan decide di credere alla ragazza, poiché non riesce a perdonarsi per i massacri compiuti in passato e, inseguito dagli sceriffi federali e da sir Malcolm, si dirige verso la casa del padre Jared per ucciderlo. Una volta giunto a destinazione, la verità sul suo passato viene rivelata e, dopo un cruento scontro a fuoco, solo Ethan, Malcom e Kaetenay ne escono vivi e ripartono insieme per Londra per aiutare Vanessa. Quest'ultima, su consiglio della dottoressa, si dedica a nuove relazioni e comincia a frequentare il dottor Alexander Sweet, curatore di un museo di Londra. 
Nel frattempo, John Clare è tornato a Londra per ricongiungersi con sua moglie umana Marjorie e il loro figlio Jack, il quale però muore di tubercolosi, provocando in John l'ennesima disperazione. 
Intanto, Lily è diventata una spietata assassina, che, al fianco di Dorian Gray e la nuova adepta Justine, intende lanciare una nuova e violenta rivoluzione femminista, la quale viene infine fermata da Dorian, Victor e il dottor Henry Jekyll. 
Lily viene consegnata ai due scienziati, i quali intendono somministrarle un siero per addolcire la sua personalità; l'esperimento viene però fermato da Victor, che lascia andare Lily per compassione. 
Sweet si rivela essere in realtà Dracula e riesce a sedurre Vanessa facendola diventare la Madre del Male e a far calare una notte perenne su tutta Londra. Il dottor Lyle parte per Il Cairo e con l'intento di salvare Vanessa restano la dottoressa Seward, Ethan, Malcolm, Kaetenay, Victor e Catriona Hartdegen, un'esperta del soprannaturale. 
Mentre gli altri combattono contro Dracula e le sue creature, Ethan raggiunge Vanessa, la quale gli dice che non avrebbe potuto evitare il suo destino e che ora vuole solo raggiungere Dio. 
Dopo un bacio, Vanessa chiede a Ethan di spararle e, dopo aver recitato con lei il Padre nostro, in lacrime, l'uomo esaudisce il suo desiderio. Vanessa muore, ponendo fine all'oscurità e costringendo Dracula alla fuga. 
Dorian, dopo aver ucciso Justine, viene abbandonato da Lily. Ethan si stabilisce a Grandage Place e diventa l'unica famiglia di Sir Malcolm, mentre Henry Jekyll si congeda da Victor per diventare il nuovo Lord Hyde. 
John Clare depone il corpo del figlio morto nel Tamigi per poi seguire di nascosto Florence, Ethan, Malcolm, Kaetenay, Victor e Catriona nella processione funeraria di Vanessa. Rimasto solo nel cimitero, John Clare si inginocchia commosso sulla tomba della ragazza.

## Episodi
La prima stagione della serie è stata trasmessa in prima visione assoluta sul canale Showtime dall'11 maggio al 29 giugno 2014, la seconda dal 3 maggio al 5 luglio 2015, la terza dal 1º maggio al 19 giugno 2016.
In Italia la prima stagione è andata in onda in prima visione assoluta su Rai 4 dal 7 al 28 settembre 2015 in versione censurata, dall'11 settembre al 3 ottobre 2015 in versione non censurata. La seconda stagione è stata resa disponibile interamente su Netflix dal 22 ottobre 2015, mentre gli episodi della terza e ultima stagione sono stati pubblicati su Netflix dal 2 maggio al 21 giugno 2016.
| Stagione         | Episodi | Prima TV originale | Distribuzione Italia |
| ---------------- | ------- | ------------------ | -------------------- |
| Prima stagione   | 8       | 2014               | 2015                 |
| Seconda stagione | 10      | 2015               | 2015                 |
| Terza stagione   | 9       | 2016               | 2016                 |

## Personaggi e interpreti

### Personaggi principali
- Dorian Gray (stagioni 1-3), interpretato da Reeve Carney, doppiato da Alessio Nissolino.
Dorian è un giovane nobiluomo tanto affascinante quanto narcisista e ambiguo, che ha ottenuto misteriosamente l'eterna giovinezza. Dedito alla mondanità e alla ricerca delle perversioni più estreme, Dorian possiede un suo ritratto che tiene celato in una stanza segreta della sua abitazione.
- Sir Malcolm Murray (stagioni 1-3), interpretato da Timothy Dalton, doppiato da Stefano De Sando.
Sir Malcolm è un aristocratico nonché uno dei maggiori esponenti di un gruppo di persone che dà la caccia alle creature soprannaturali che infestano Londra. Ha concentrato le sue attenzioni sui vampiri da quando sua figlia, Mina, è scomparsa a causa loro.
- Vanessa Ives (stagioni 1-3), interpretata da Eva Green, doppiata da Domitilla D'Amico.
Vanessa è un'amica intima e collega di Sir Malcolm, che come l'uomo dà la caccia alle creature soprannaturali e si occupa di reclutare persone disposte ad unirsi alla loro causa. Possiede delle particolari capacità "spirituali" che la portano ad avere visioni e, a volte, ad essere posseduta da entità di varia natura.
- La Creatura/Calibano/John Clare (stagioni 1-3), interpretata da Rory Kinnear, doppiato da David Chevalier.
È un umanoide composto da più parti del corpo di diversi uomini, portato in vita dal dottor Frankenstien tempo addietro, divenuto progressivamente brutale per essere stato abbandonato dal suo creatore. Si reca a Londra per trovare Victor, così da poter avere una compagna.
- Brona Croft/Lily Frankenstein (stagioni 1-3), interpretata da Billie Piper, doppiata da Alessia Amendola.
Una prostituta malata di tubercolosi giunta a Londra in cerca di fortuna, che fa amicizia con Ethan. Di origini irlandesi, Brona viene da una famiglia povera che le impose di sposare un uomo violento che abusava di lei, ma ella si oppose, scegliendo piuttosto di prostituirsi per vivere indipendentemente.
- Sembene (stagioni 1-2), interpretato da Danny Sapani, doppiato da Alberto Bognanni.
Uomo disciplinato e introverso, lavora per Sir Malcom. Versato nel combattimento, ha un passato misterioso.
- Victor Frankenstein (stagioni 1-3), interpretato da Harry Treadaway, doppiato da Daniele Giuliani.
Uno scienziato svizzero che esercita come patologo spesso per conto della polizia londinese. È un uomo schivo e scettico, dedito quasi completamente alla ricerca scientifica.
- Ethan Chandler, nato Ethan Lawrence Talbot (stagioni 1-3), interpretato da Josh Hartnett, doppiato da Andrea Mete.
Un rampollo dell'alta società statunitense caduto in rovina per la sua giovinezza piena di eccessi, che lavora come tiratore scelto in uno spettacolo itinerante. Viene reclutato da Vanessa e decide di unirsi al suo gruppo e alla loro singolare causa. Oltre alle sue abilità di pistolero, Ethan sembra celare qualcosa di sinistro sul suo conto.
- Evelyn Poole/Madame Kali (stagione 2; ricorrente stagione 1), interpretata da Helen McCrory, doppiata da Roberta Greganti.
Veggente e cartomante. Nella seconda stagione si scoprirà essere la guida di una potente congrega di streghe chiamate le "creature della notte", che ha stretto un'alleanza con il Diavolo in cambio dell'eterna giovinezza.
- Ferdinand Lyle (stagione 2; ricorrente stagioni 1, 3), interpretato da Simon Russell Beale, doppiato da Marco Mete.
Eccentrico egittologo, amico di Malcolm e suo alleato. È il tipico dandy inglese amante della moda e della cultura, sposato da anni nonostante sia omosessuale, e aiuta spesso Malcolm e la sua compagnia nella sua missione. Nel corso della terza stagione si trasferisce in Egitto, dove sarà libero di mostrare il suo vero orientamento sessuale, e il suo posto di consulente viene preso da Catriona Hartdegan.
- Florence Seward (stagione 3), interpretata da Patti LuPone, doppiata da Melina Martello.
Una psicoterapista americana che prenderà in cura Vanessa. Totalmente scettica nei confronti della ragazza e delle sue argomentazioni, cambierà parere nel corso del tempo.
- Kaetenay (stagione 3), interpretato da Wes Studi, doppiato da Ennio Coltorti.
Nativo americano con una profonda connessione con Ethan che inizia un'alleanza con Sir Malcolm.

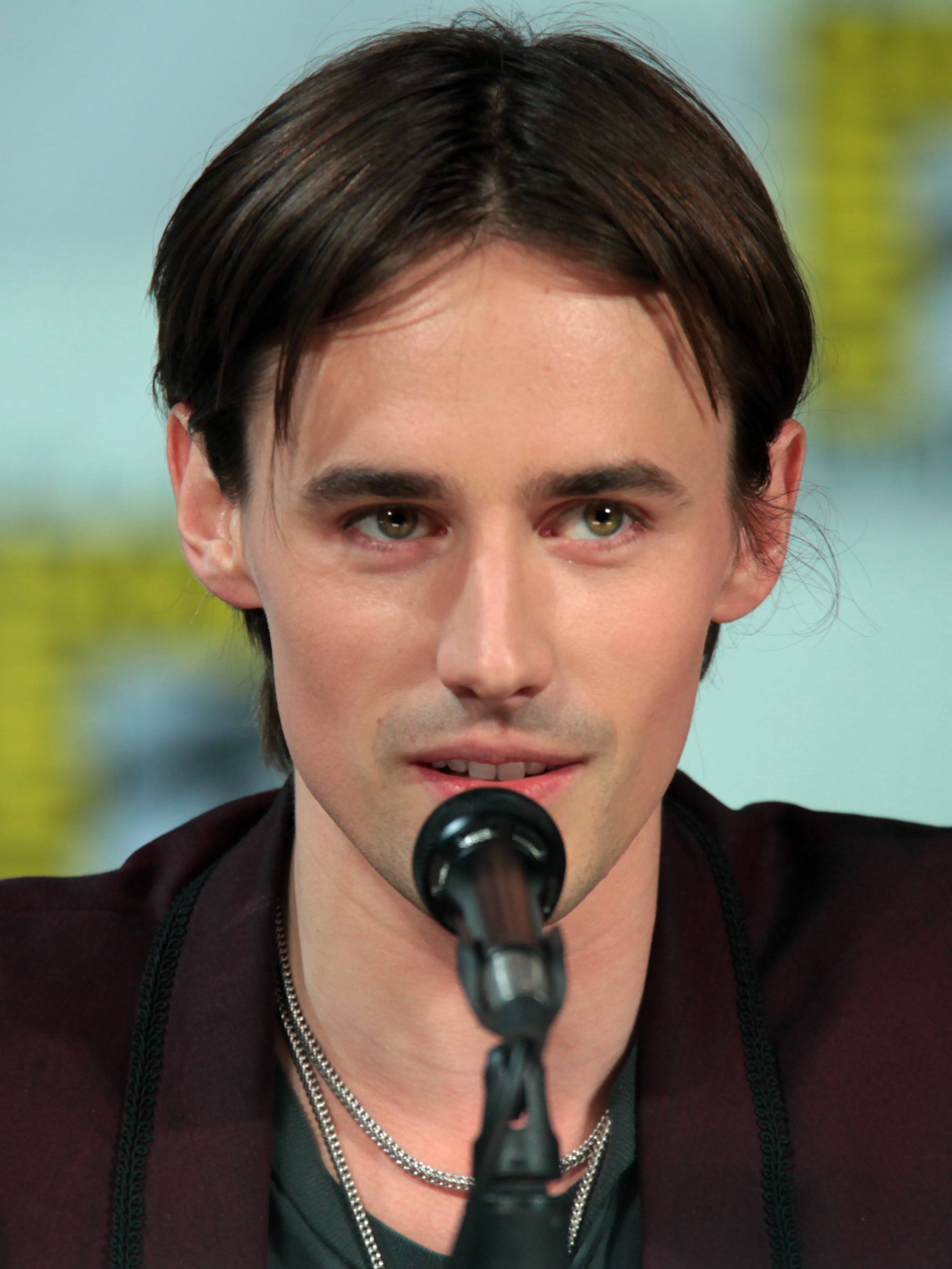
Reeve Carney interpreta Dorian Gray.
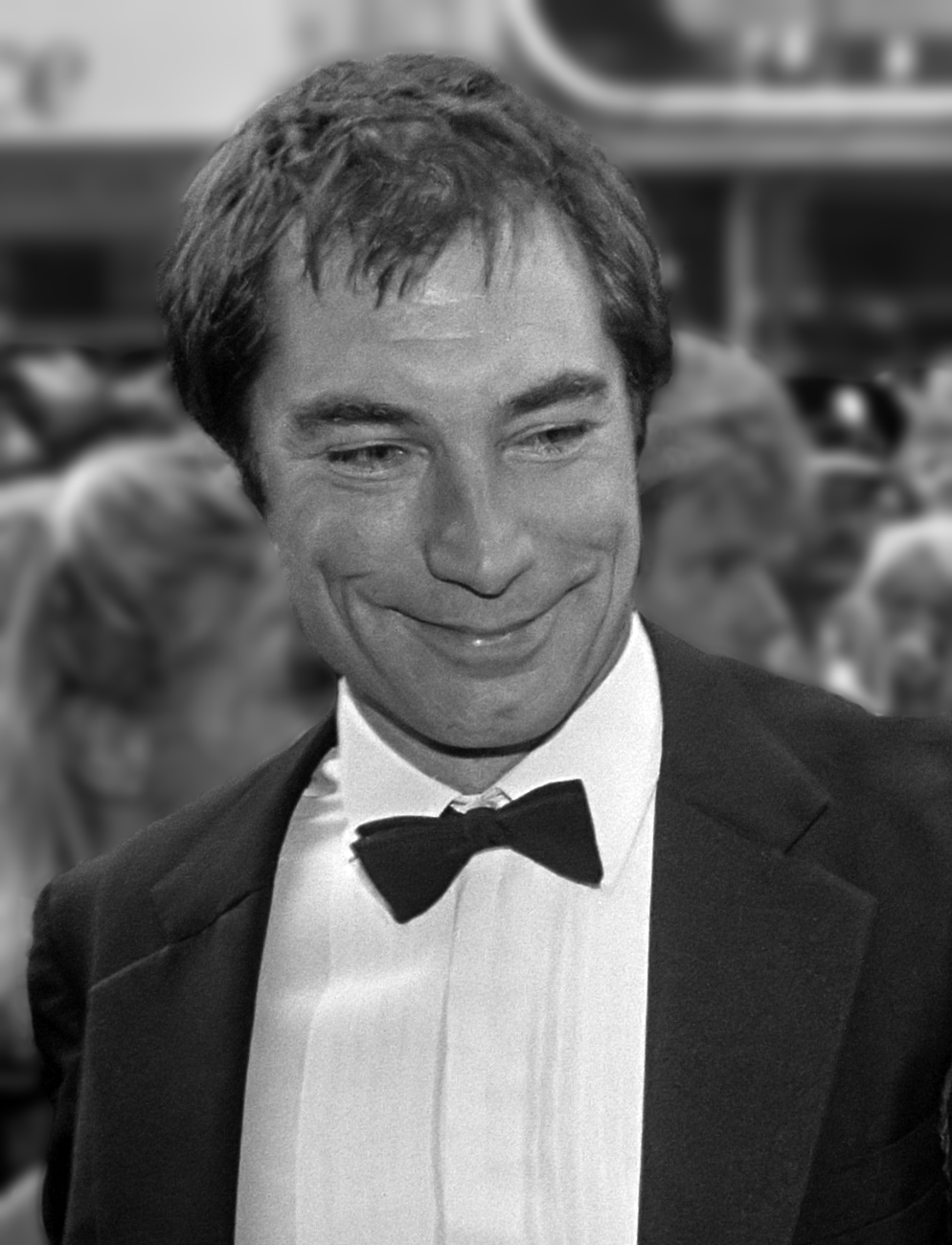
Timothy Dalton interpreta Sir Malcolm Murray.
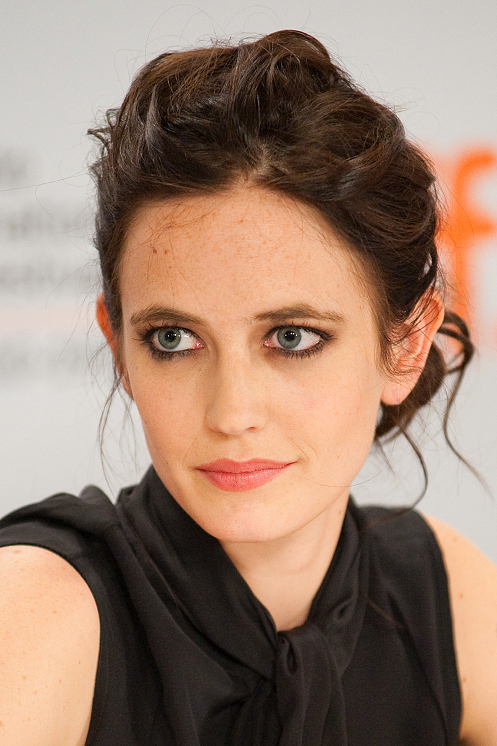
Eva Green interpreta Vanessa Ives.
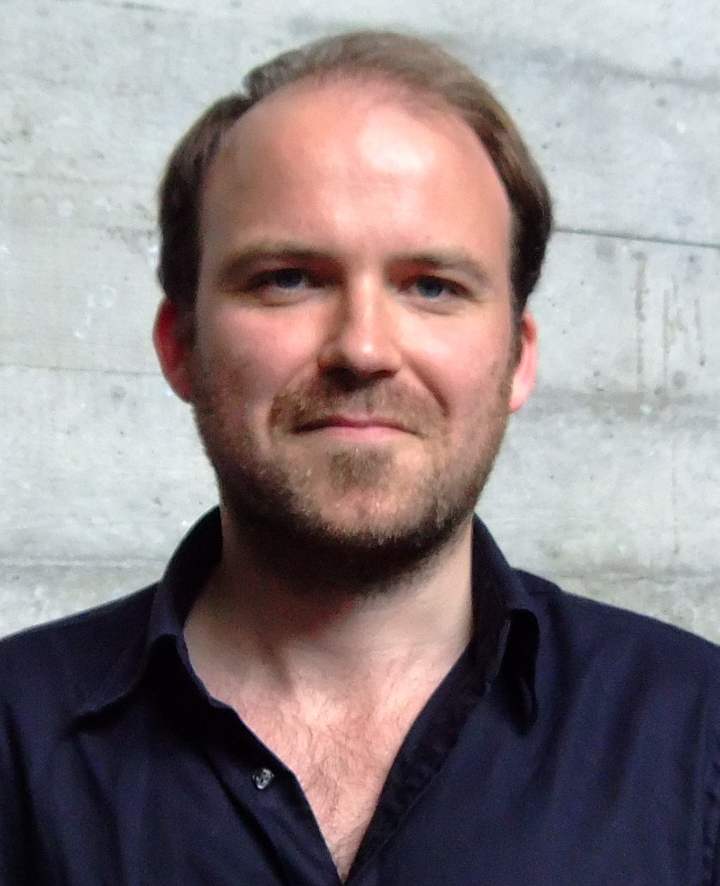
Rory Kinnear interpreta la Creatura/Calibano/John Clare.
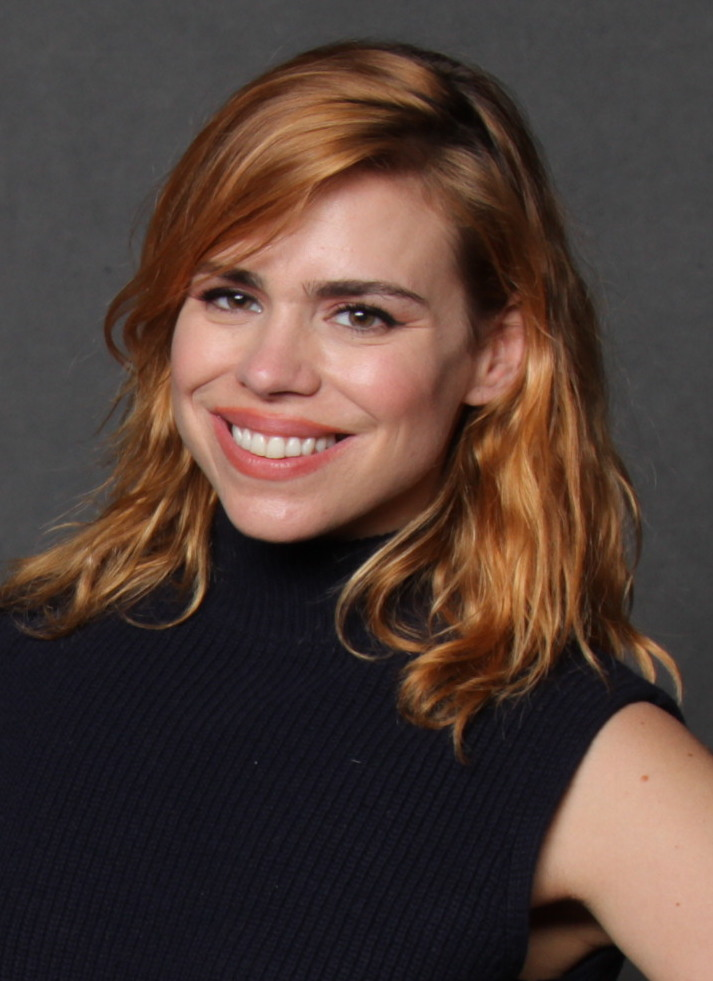
Billie Piper interpreta Brona Croft/Lily Frankenstein.
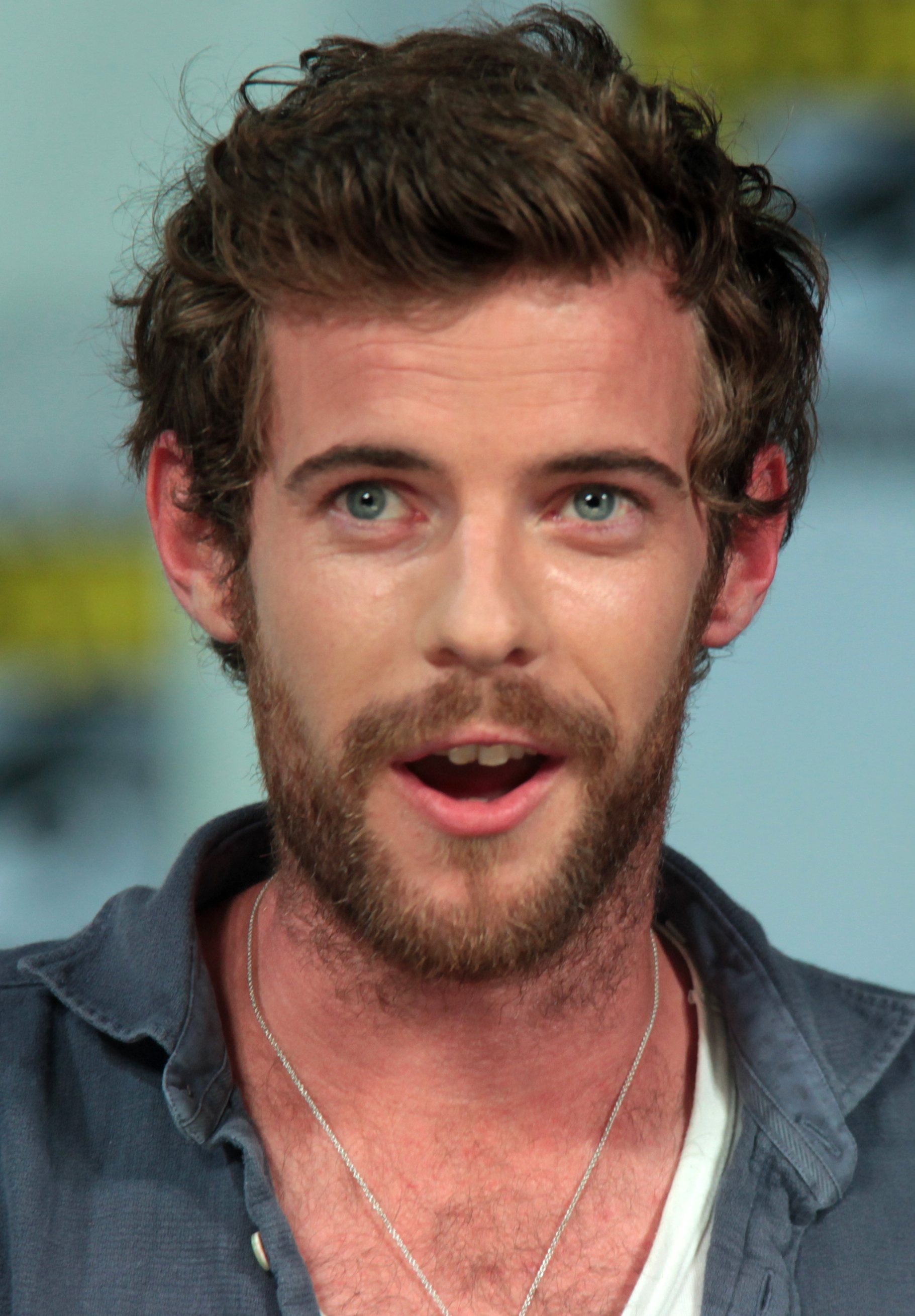
Harry Treadaway interpreta Victor Frankenstein.
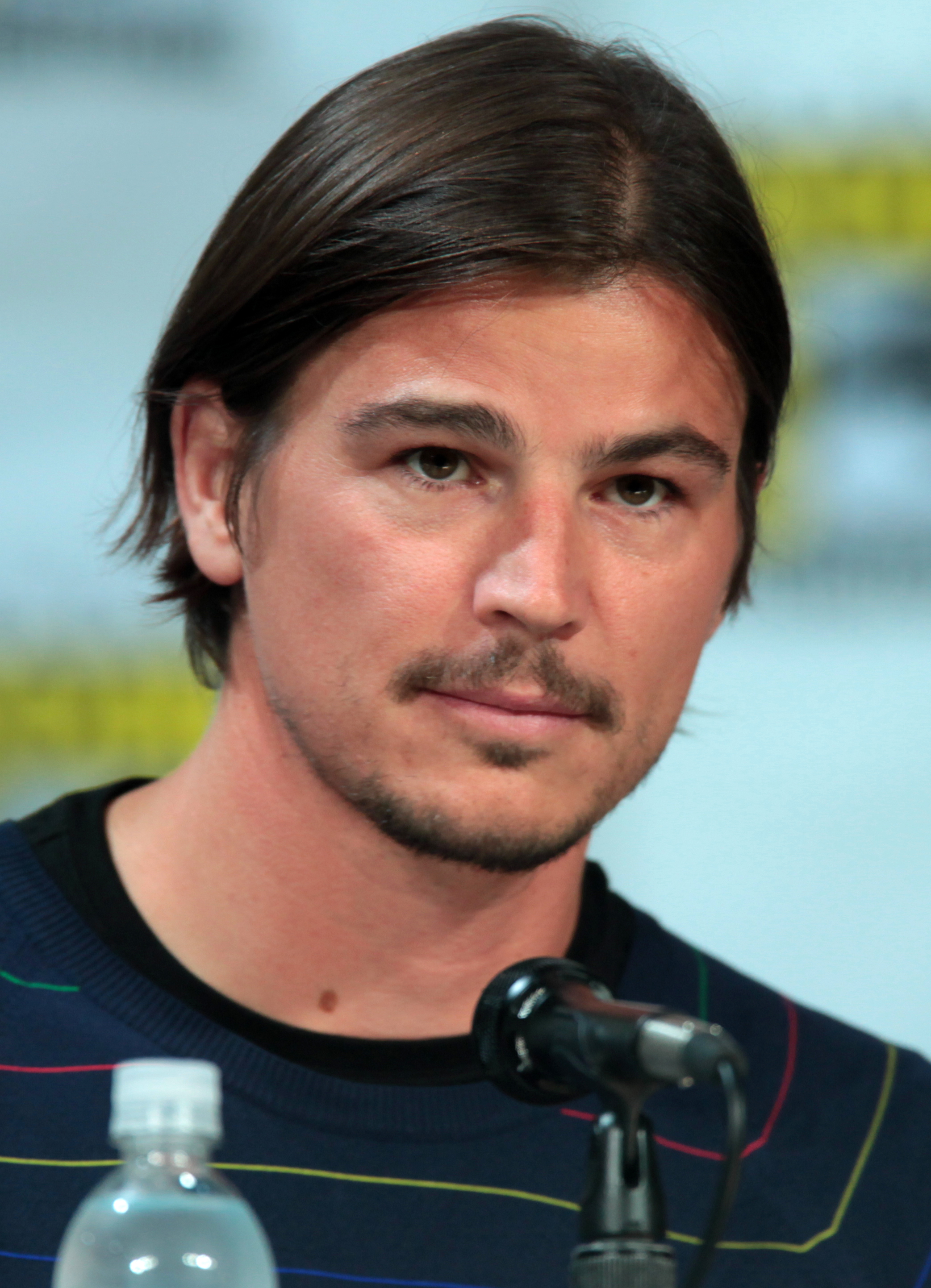
Josh Hartnett interpreta Ethan Chandler.
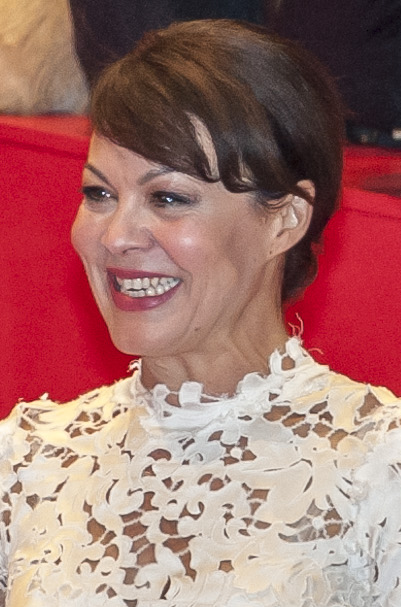
Helen McCrory interpreta Evelyn Poole/Madame Kali.
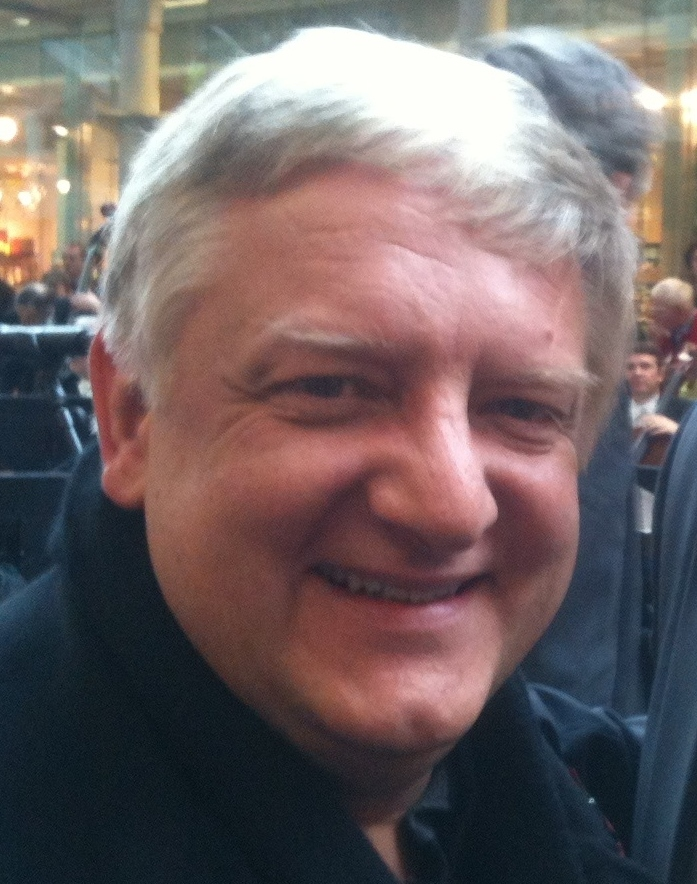
Simon Russell Beale interpreta Ferdinand Lyle.
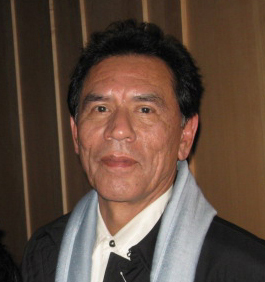
Wes Studi interpreta Kaetenay.

### Personaggi secondari
- Mina Murray (stagioni 1-2), interpretata da Olivia Llewellyn, doppiata da Eleonora Reti.
Figlia di Sir Malcolm Murray, la quale viene rapita da un Vampiro. Viene uccisa da suo padre, poiché diventata lei stessa un pericoloso Vampiro.
- Proteo (stagioni 1-2), interpretato da Alex Price, doppiato da Simone Crisari.
Nuova Creatura creata da Frankenstein e uccisa brutalmente dal suo predecessore.
- Il Vampiro (stagione 1), interpretato da Robert Nairne.
Mostruosa creatura al servizio di Dracula. È il custode di Mina Murray per conto del suo padrone. Viene ucciso da Sir Malcolm.
- Signor Fenton (stagione 1), interpretato da Olly Alexander, doppiato da Flavio Aquilone.
Un non-morto molto giovane che viene rapito da Sir Malcolm come fonte di informazioni. Viene ucciso da Sir Malcolm.
- Gladys Murray (stagioni 1-2), interpretata da Noni Stapleton, doppiata da Michela Alborghetti.
Moglie di Sir Malcolm, la quale vive nella tenuta in campagna, lontana da Londra e dal marito. Muore in seguito ad un incantesimo perpetrato da Evelyn Poole.
- Peter Murray (stagioni 1-2), interpretato da Graham Butler, doppiato da Davide Albano.
Figlio di Sir Malcolm e fratello maggiore di Mina. Ha vissuto l'infanzia e l'adolescenza con Mina e Vanessa, per poi partire con suo padre, nel 1888, per una spedizione in Africa, durante la quale muore di dissenteria.
- Claire Ives (stagione 1), interpretata da Anna Chancellor, doppiata da Laura Boccanera.
Madre di Vanessa. Muore d'infarto dopo aver visto sua figlia impossessata dal Demonio.
- Ispettore Granworthy (stagione 1), interpretato da Lorcan Cranitch.
Detective che indaga i recenti e brutali omicidi a Londra. Lascia il suo posto di lavoro al detective Rusk.
- Vincent Brand (stagione 1), interpretato da Alun Armstrong, doppiato da Paolo Lombardi.
Attore e proprietario del Grand Guignol. Aiuta la Creatura, trovandogli un impiego al teatro.
- Maud Gunneson (stagione 1), interpretata da Hannah Tointon, doppiata da Veronica Puccio.
Attrice al Grand Guignol. La Creatura se ne innamora, ma la donna è già impegnata.
- Simon (stagione 1), interpretato da Gavin Fowler.
Compagno di Maud che maltratta la Creatura.
- Abraham Van Helsing (stagione 1), interpretato da David Warner, doppiato da Ugo Maria Morosi.
Scienziato e amico di Malcolm. Avvicina Victor e gli rivela che i non-morti a cui stanno dando la caccia sono in realtà Vampiri. Viene ucciso dalla Creatura.
- Warren Roper (stagioni 1-2), interpretato da Stephen Lord, doppiato da Luigi Ferraro.
Uomo al servizio del padre di Ethan che arriva a Londra per cercare proprio l'americano. Quando Ethan si trasforma e massacra tutti i clienti della Mariner's Inn, Warren rimane l'unico superstite. Viene ucciso da Vanessa.
- Signor Kidd (stagione 1), interpretato da Julian Black Antelope.
Aiutante di Warren Roper. Viene ucciso da Ethan Chandler durante il massacro alla Mariner's Inn.
- Hecate Poole (stagioni 2-3), interpretata da Sarah Greene, doppiata da Gaia Bolognesi.
Figlia di Madame Kali. Viene uccisa da Bartholomew Rusk.
- Bartholomew Rusk (stagioni 2-3), interpretato da Douglas Hodge, doppiato da Stefano Mondini.
Detective che indaga sugli omicidi di Ethan e viene infine ucciso da quest'ultimo.
- Angelique (stagione 2), interpretata da Jonny Beauchamp, doppiato da Emiliano Coltorti.
Prostituta transessuale che offre i suoi servizi a Dorian Gray. Quest'ultimo la uccide avvelenando il suo vino.
- Oscar Putney (stagione 2), interpretato da David Haig, doppiato da Roberto Stocchi.
Proprietario di un museo delle cere. Viene ucciso dalla Creatura.
- Octavia Putney (stagione 2), interpretata da Ruth Gemmell, doppiata da Claudia Catani.
Moglie di Oscar e gestrice dei conti dell'attività di famiglia. Viene uccisa dalla Creatura.
- Lavinia Putney (stagione 2), interpretata da Tamsin Topolski.
Figlia dei Putney, afflitta da cecità. Viene lasciata in vita dalla Creatura, come punizione per i crimini suoi e della sua famiglia.
- Joan Clayton (stagione 2), interpretata da Patti LuPone, doppiata da Melina Martello.
Mammana della brughiera di Ballantree che ha aiutato Vanessa a comprendere i suoi poteri. Viene bruciata viva per stregoneria.
- Sir Geoffrey Hawkes (stagione 2), interpretato da Ronan Vibert, doppiato da Paolo Marchese.
Proprietario terriero che cade sotto l'influenza di Evelyn Poole. Viene ucciso dai suoi cani, persuasi da un incantesimo di Vanessa.
- Dott. Alexander Sweet/Dracula (stagione 3), interpretato da Christian Camargo, doppiato da Giorgio Borghetti.
Zoologo che diventa amico di Vanessa.
- Henry Jekyll (stagione 3), interpretato da Shazad Latif, doppiato da Davide Perino.
Scienziato amico di Frankenstein.
- Signor Renfield (stagione 3), interpretato da Samuel Barnett, doppiato da Daniele Raffaeli.
È il segretario della dottoressa Seward che diverrà vampiro in seguito al morso di Dracula.
- Scarman (stagione 3), interpretato da Cokey Falkow, doppiato da Dario Oppido.
Uomo al servizio di Jared Talbot. Viene ucciso da Hecate Poole.
- Marjorie (stagione 3), interpretata da Pandora Colin, doppiata da Cristina Poccardi.
Moglie dell'uomo diventato La Creatura.
- Jack (stagione 3), interpretato da Casper Allpress, doppiato da Mattia Fabiano.
Figlio dell'uomo diventato La Creatura.
- Justine (stagione 3), interpretata da Jessica Barden, doppiata da Lucrezia Marricchi.
Accolita di Brona/Lily e Dorian Gray.
- Franklin Ostow (stagione 3), interpretato da Sean Gilder, doppiato da Nino Prester.
Sceriffo federale che collabora con Rusk. Viene ucciso da Jared Talbot.
- Signor Balfour (stagione 3), interpretato da Jamie Ballard, doppiato da Andrea Lavagnino.
Paziente del Bedlam e cavia da laboratorio di Henry e Victor.
- Jared Talbot (stagione 3), interpretato da Brian Cox, doppiato da Franco Zucca.
Proprietario di un ranch e padre di Ethan Chandler.
- Catriona Hartdegan (stagione 3), interpretata da Perdita Weeks, doppiata da Chiara Gioncardi.
Una studiosa con una grande conoscenza del soprannaturale.

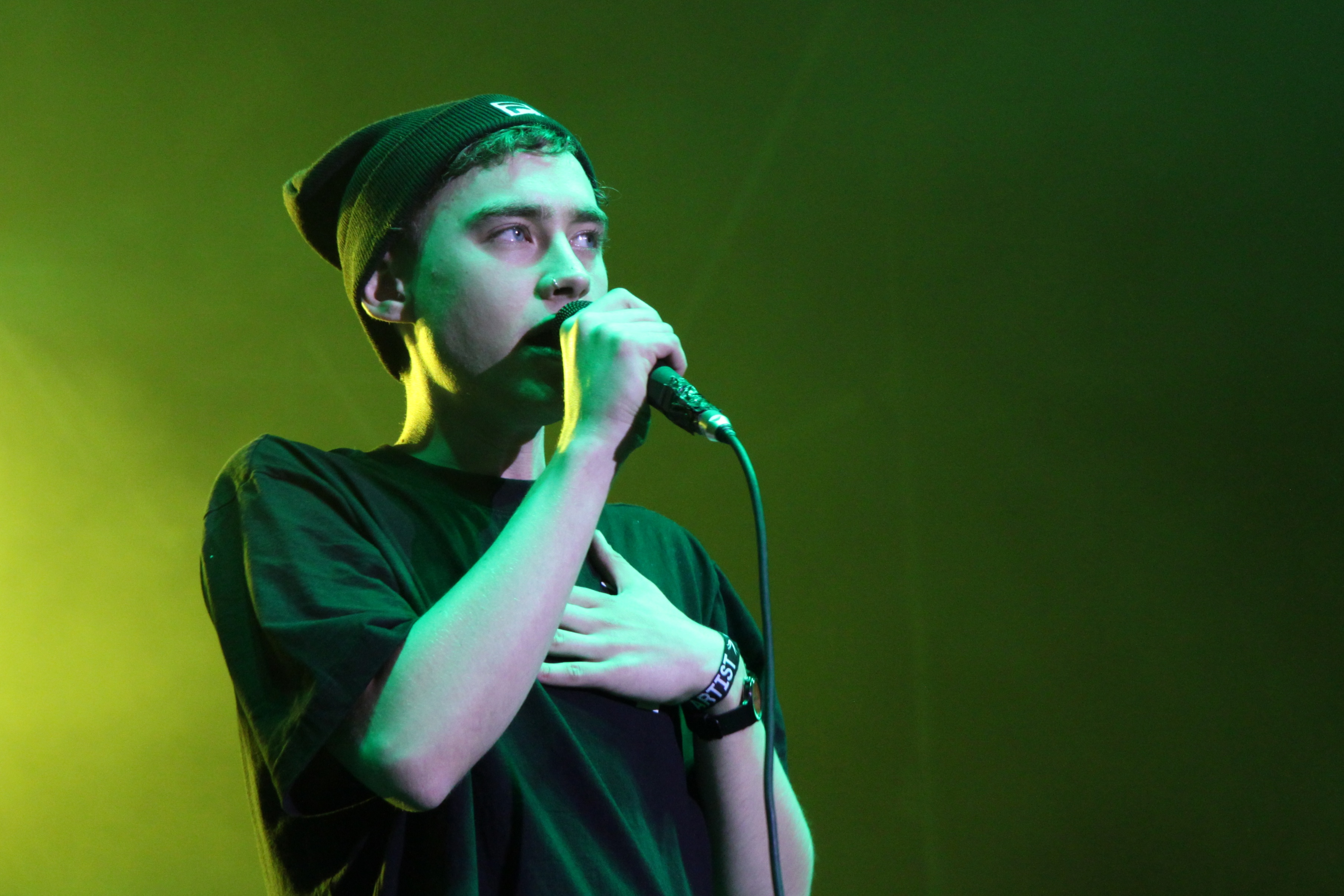
Olly Alexander interpreta Fenton.
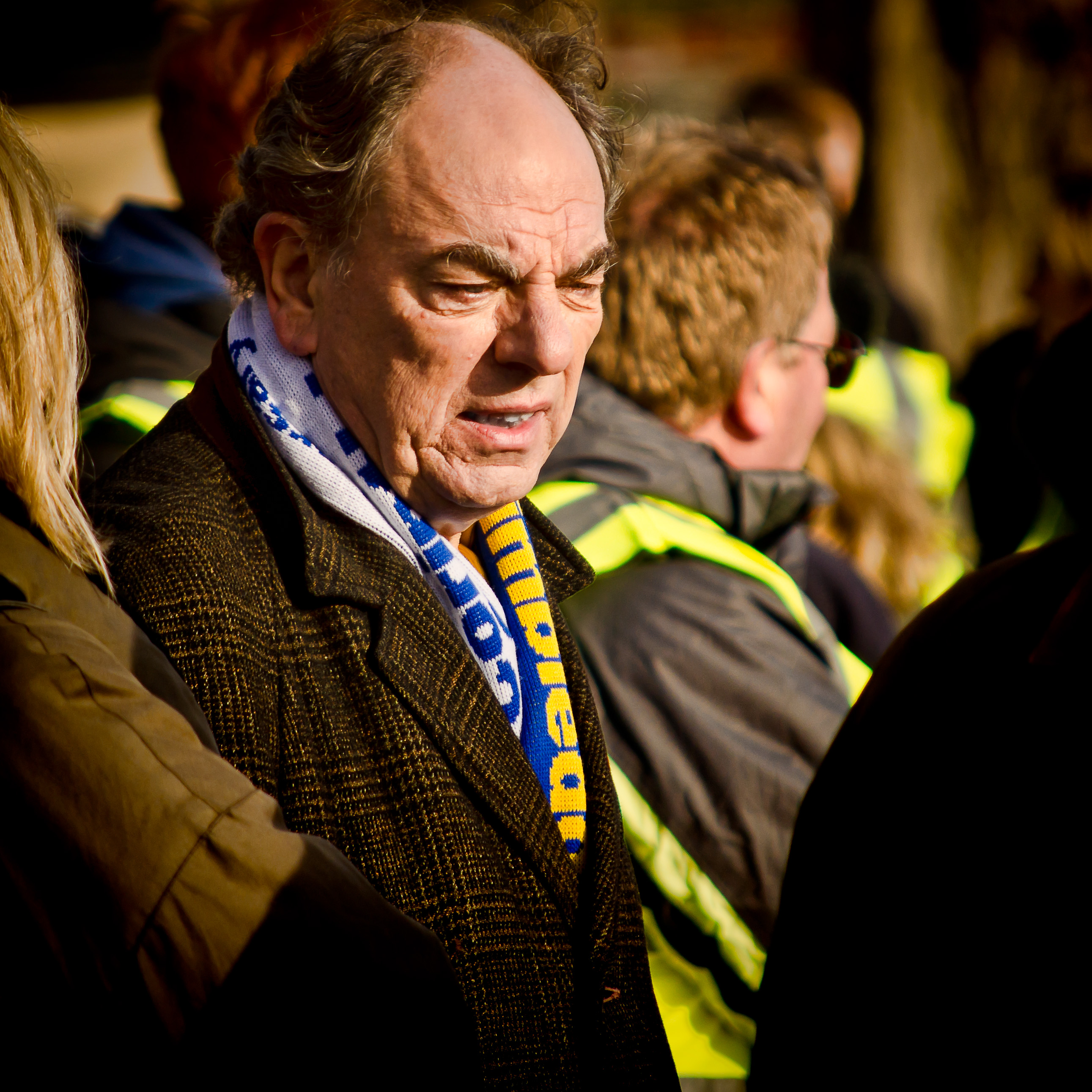
Alun Armstrong interpreta Vincent Brand.
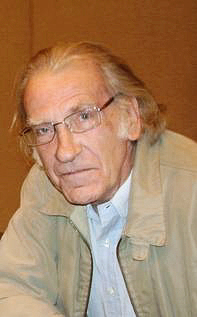
David Warner interpreta Abraham Van Helsing.
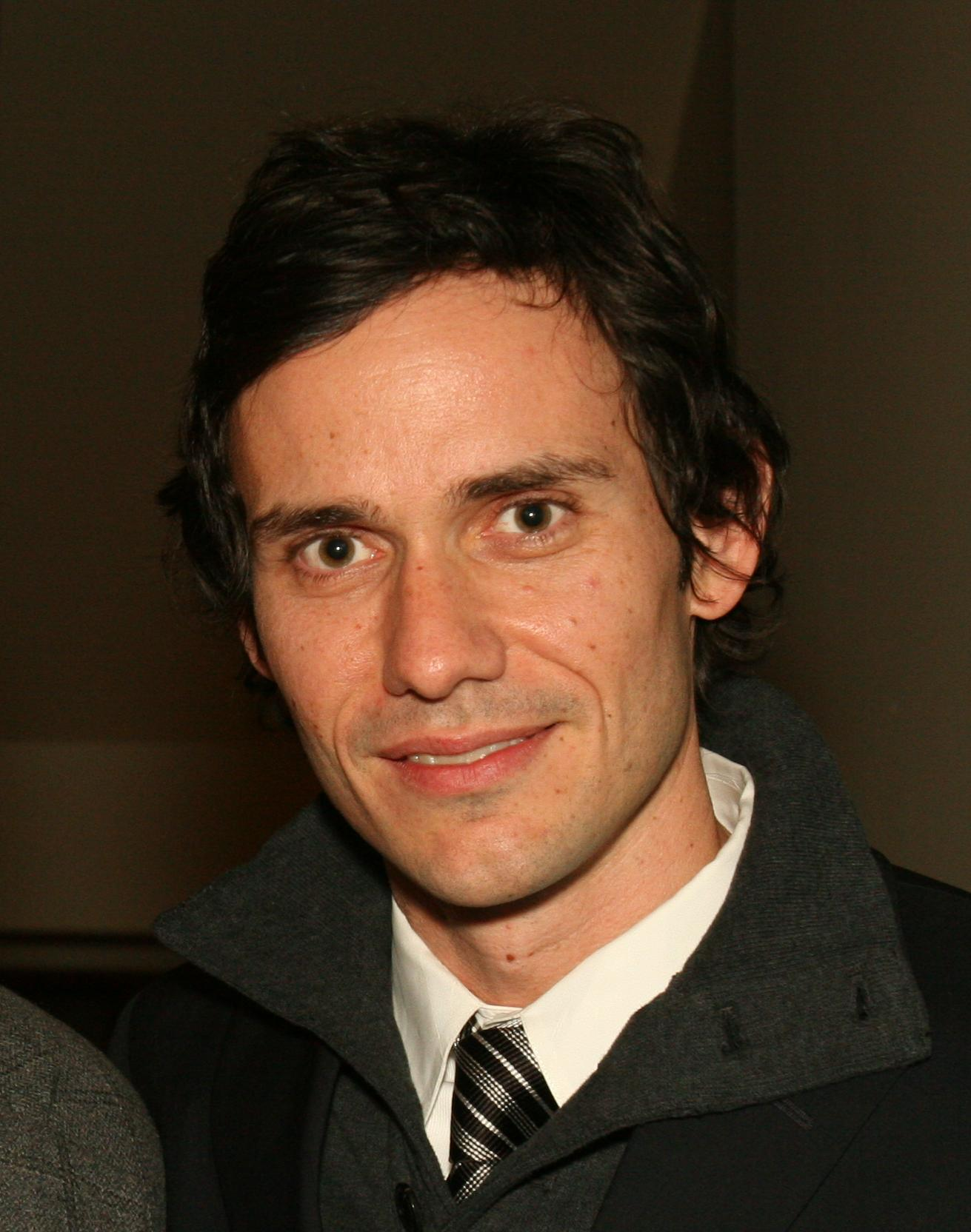
Christian Camargo interpreta Alexander Sweet.
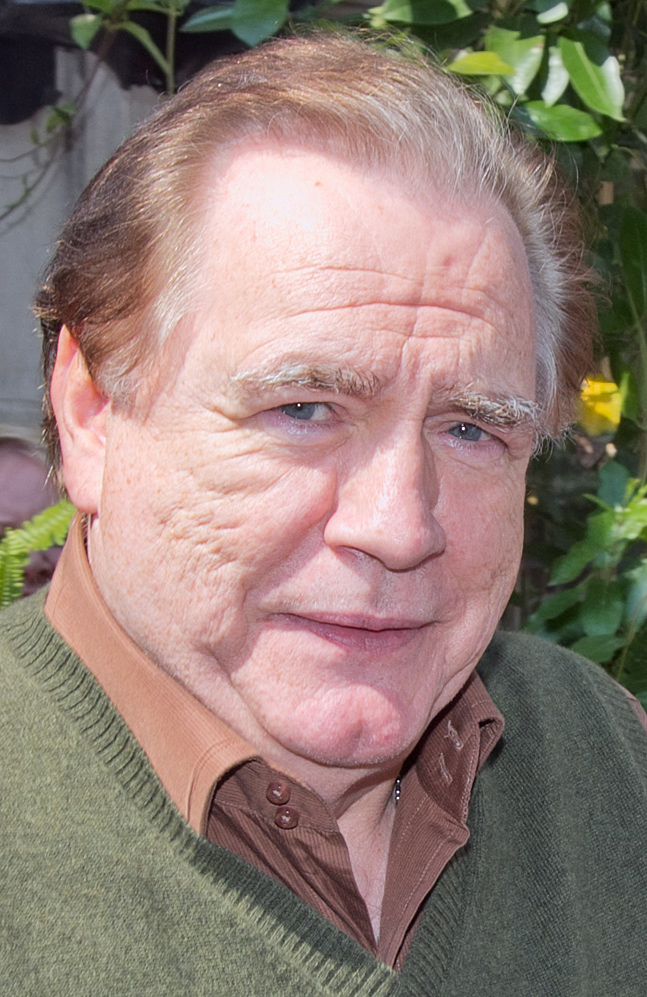
Brian Cox interpreta Jared Talbot

## Produzione
Nel gennaio 2013 è stato annunciato che Showtime aveva commissionato una serie televisiva per il progetto. Poco tempo prima, Logan e Mendes avevano rispettivamente scritto e diretto Skyfall. La produzione era programmata per la seconda metà del 2013, con Londra come location principale. Il presidente di Showtime David Nevins ha affermato che il tono della serie sarà «molto realistico e terra-terra, niente Bela Lugosi. Sono tutti in forma umana, in una Londra al volgere del secolo». Logan, un fan accanito dei mostri nella letteratura, aveva scritto uno spec script sul progetto e sceneggerà ogni episodio della serie. Era previsto che Mendes dirigesse alcuni episodi, ma la programmazione lo ha impedito.
Nel maggio 2013, Juan Antonio Bayona ha dichiarato che avrebbe partecipato al progetto come regista e che la produzione sarebbe cominciata nel settembre 2013. Bayona ha diretto i primi due episodi della prima stagione, composta in tutto da otto parti.
A marzo 2013 è stato annunciato che la serie sarebbe stata girata nel Regno Unito, grazie soprattutto alle agevolazioni inglesi che offrono uno sconto del 25% sul credito fiscale per le produzioni televisive di fascia alta. Tuttavia, in agosto, è stato riportato che la produzione si sarebbe invece tenuta agli Ardmore Studios di Bray e in altre location intorno a Dublino, in Irlanda, a causa degli incentivi fiscali dell'art. 481. Le riprese della prima stagione sono iniziate il 7 ottobre e sono durate cinque mesi. I rapporti indicano come causa del trasferimento l'assenza di spazi scenici di un calibro sufficiente, dovuta alle riprese di film dalla produzione notevole a Londra.
Nel dicembre 2013, con il lancio di The Penny Dreadful Production Blog, Showtime ha presentato il suo primo blog di produzione per una serie. Il sito dà agli spettatori uno sguardo dietro le quinte della produzione della serie dalle prime fasi delle riprese in Irlanda fino alla fine della terza stagione, con interviste al cast e alla troupe. Il blog ha avuto un proprio dominio per un periodo iniziale ed è poi migrato su Tumblr. Tutti i video della produzione sono stati pubblicati su YouTube e inclusi nel blog.
Il 4 giugno 2014, la serie è stata rinnovata per una seconda stagione formata da 10 episodi.
Il 16 giugno 2015 la serie è stata rinnovata per una terza stagione di 9 episodi.
Il 20 giugno 2016 è stato comunicato che la serie sarebbe terminata con il nono episodio della terza stagione.

## Differenze con le opere originali
Dalle varie opere da cui la serie è ispirata si è cercato di mantenere intatti personaggi, temi e situazioni. Tuttavia, figurano alcune differenze sostanziali.
In Dracula di Bram Stoker, il professor Abraham Van Helsing è legato al conte Dracula e lo incontra personalmente. Nella serie televisiva, invece, Van Helsing non dice mai espressamente di aver avuto contatti con il vampiro che ha trasformato sua moglie, né che egli possa essere stato Dracula in persona. Inoltre, nel libro, la moglie di Van Helsing non diventa un vampiro, bensì impazzisce dopo la morte del loro unico figlio, non citato nella serie. Il cognome dell'allievo di Van Helsing nel libro, il dottor John Seward, appartiene alla dottoressa Florence Seward nella serie, ma non viene rivelata alcuna connessione tra i due personaggi. Alla fine di Dracula, Mina Harker non muore, ma viene salvata e ritorna umana. Nella serie, invece, Mina è solo un'esca, usata dai servitori di Dracula per attirare Vanessa Ives e portarla dal Padrone. Alla fine del libro, Dracula viene ucciso, mentre alla fine di Penny Dreadful il personaggio abbandona semplicemente Londra.
In Frankenstein di Mary Shelley, Victor dà vita a una sola creatura e il personaggio Proteo non compare né viene citato. Nel romanzo, la creatura è responsabile della morte di molti parenti di Victor, mentre nella serie la sua famiglia non viene mai a contatto con il mostro. Nel romanzo è presente Elizabeth, una ragazza bionda che la famiglia Frankenstein ha adottato e che Victor chiama cugina e ama. Nella serie, invece, il ruolo di Elizabeth viene parzialmente ricoperto da Lily. Nella serie, Victor esaudisce la richiesta del mostro di creargli una compagna, mentre nel romanzo ne distrugge il corpo poco prima di completare l'opera. Alla fine del libro, la creatura si dirige al polo nord e scompare per sempre, mentre nella serie ritorna a Londra. Nel libro, Victor segue la creatura a nord per vendicarsi e muore, mentre nella serie i due personaggi giungono ad una tregua e intraprendono percorsi diversi.
Al contrario della serie televisiva, Il ritratto di Dorian Gray di Oscar Wilde non accenna alla capacità dell'immortale Dorian di causare la possessione demoniaca in un'altra persona, come accade a Vanessa. Tuttavia, nel libro si insinua che Dorian abbia fatto un "patto con il Diavolo" per ottenere l'eterna giovinezza e che quindi le due figure possano essere collegate. Nella serie, inoltre, Dorian non prova alcun desiderio di tornare mortale e non prova a lacerare il quadro e, conseguentemente, uccidersi, come invece accade alla fine del libro.
Pur essendo presente Henry Jekyll, il signor Hyde non compare mai nella serie televisiva, come invece accade ne Lo strano caso del dottor Jekyll e del signor Hyde di Robert Louis Stevenson.

## Accoglienza
Sin dalla prima stagione la serie ha riscontrato un ottimo successo di critica. L'aggregatore Metacritic riporta un punteggio di 70 su 100 per la prima stagione, di 77 su 100 per la seconda, e di 83 su 100 per la terza.

## Riconoscimenti
- 2014 - Critic's Choice Television Award
  - Nuove serie TV più promettenti
- 2015 - Satellite Award
  - Miglior serie tv di genere
  - Miglior attore non protagonista in una serie, miniserie o film per la televisione a Rory Kinnear
  - (Nomination) Miglior attrice in una serie drammatica a Eva Green
- 2015 - IGN Awards
  - Miglior attrice in una serie TV a Eva Green
- 2015 - Premio BAFTA
  - Miglior colonna sonora a Abel Korzeniowski
  - Miglior trucco a Enzo Mastrantonio, Nick Dudman e Stefano Ceccarelli
- 2015 - Critic's Choice Television Award
  - (Nomination) Miglior attrice in una serie drammatica a Eva Green
- 2015 - Premio Emmy
  - (Nomination) Miglior tema musicale originale di una sigla a Abel Korzeniowski
  - (Nomination) Miglior trucco prostetico per una serie, miniserie, film o speciale
- 2016 - Golden Globe
  - (Nomination) Miglior attrice in una serie drammatica a Eva Green

## Colonna sonora
La colonna sonora di Penny Dreadful è stata composta da Abel Korzeniowski.

### Penny Dreadful (Music from the Showtime Original Series)
Il 19 agosto 2014 venne pubblicata la colonna sonora della prima stagione della serie televisiva.
Edizioni musicali Showtime Networks Inc., sotto licenza esclusiva a Varese Sarabande Records e Colosseum Music Entertainment GmbH.
1. Demimonde (Main Title) – 1:36
2. First Blood – 3:21
3. Right Behind You – 2:15
4. Modern Age – 2:09
5. Street. Horse. Smell. Candle. – 2:25
6. There Is a Place – 2:04
7. Welcome to the Grand Guignol – 2:20
8. Everyone Likes Oranges – 1:44
9. Abomination – 1:13
10. Pull the Trigger – 2:03
11. Mina – 2:24
12. Allegiance – 3:38
13. Dorian Gray – 1:37
14. Never Say No – 2:39
15. Where Do They Go? – 2:23
16. Transgression – 3:45
17. Asylum – 3:41
18. Closer Than Sisters – 3:15
19. Too Many Monsters – 3:24
20. Mother of Evil – 2:45
21. Secret Room – 1:43
22. I'm Not Myself – 2:00
23. Let Me Die – 2:30
24. To Be Beautiful Is to Be Almost Dead – 2:48
25. The Last Rites – 2:48
26. Back Hand of God – 2:22
27. In Peace – 1:33
28. I Was Never Going to Go to Africa – 3:04
29. Reborn – 3:09
30. Up the Side of the Mountain – 1:43

### Penny Dreadful - Seasons 2 & 3 (Music from the Showtime Original Series)
Il 16 dicembre 2016 venne pubblicata la colonna sonora della seconda e della terza stagione della serie televisiva.
Edizioni musicali Showtime Networks Inc., sotto licenza esclusiva a Varese Sarabande Records e Colosseum Music Entertainment GmbH.

#### Disco 1:Season 2
1. The Unquiet Grave – 1:25
2. Memento Mori – 3:53
3. Verbis Diablo – 1:50
4. Poison – 5:51
5. We Are Dangerous – 2:19
6. Vanessa’s Dream – 2:46
7. Ethan’s Waltz – 1:26
8. Until the Storm’s Past – 1:57
9. The Cutwife of Ballentree Moor – 3:41
10. Joan Clayton – 4:00
11. Killing Sir Geoffrey Hawkes – 2:59
12. Dolls Have Hearts – 4:44
13. Melting Waltz – 3:23
14. Little Deceptions – 0:58
15. Gossamer Tennis – 1:18
16. House of Wax – 1:58
17. Weapon. Ritual. Superstition. – 2:11
18. Ghost Waltz – 2:51
19. Breaking the Spell – 1:18
20. Wallpapers – 4:47
21. Entering the Castle – 2:26
22. Coffins – 2:25
23. Know Your Master – 6:04
24. Little Scorpion – 1:17
25. Be True – 3:57

#### Disco 2:Season 3
1. The Master – 2:44
2. New Mexico – 4:25
3. Las Cruces – 2:27
4. Dr. Jekyll – 2:26
5. Madness – 2:53
6. Nocturnal Danger – 2:10
7. False Mirrors – 2:14
8. Guardian Angels – 3:16
9. Common Red Fox – 3:03
10. We Butcher Them – 2:01
11. Us and Our Kin – 1:46
12. Rejection – 2:34
13. Ethan Kills – 3:33
14. White Room – 2:57
15. One Day Soon – 1:11
16. Revelation – 6:04
17. House of the Night Creatures – 4:17
18. Such Is Our Power, Such Is Our Kingdom – 2:41
19. All Light Will End – 2:50
20. Werewolves – 2:14
21. Let It End – 6:43
22. Boat to Africa[17] – 4:41
23. Explorer’s Club (Season One Bonus Track) – 2:54

## Altri media

### Fumetti
In occasione del debutto statunitense della terza stagione (1º maggio 2016) la casa editrice Titan Comics inizia la pubblicazione di una miniserie a fumetti ispirata alla serie televisiva. Il titolo è Penny Dreadful, composta da cinque numeri, scritta da Krysty Wilson-Cairns, Andrew Hinderaker, Chris King, e disegnata da Louie De Martinis. La storia è in continuity con la serie televisiva e ne rappresenta il prequel ufficiale. Le vicende sono quindi antecedenti a quelle narrate nella prima stagione e raccontano di come Vanessa Ives abbia deciso di cercare l'amica d'infanzia Mina Harker, rivelando al contempo la vera natura dei vampiri che infestano la Londra vittoriana. Il primo albo viene distribuito a partire dal 5 maggio 2016 e presenta 4 copertine alternative (o variant cover), quella standard è di Guillem March mentre le variant sono di Ben Templesmith, Louie De Martinis, e due presentano una foto dello show (denominate photo cover).
L'interesse della Titan Comics per la serie Showtime si inserisce in un piano di sviluppo della casa editrice attraverso l'acquisizione dei diritti per produrre su licenza fumetti ispirati da serie televisive di successo. La casa editrice già pubblica da un paio d'anni serie a fumetti su Doctor Who con serie regolari aventi come protagonisti il nono, decimo, undicesimo e dodicesimo dottore al quale si aggiungono varie miniserie su altre delle sue incarnazioni. A queste si aggiungono la serie su The Blacklist e il dramma storico Vikings.